# Cervone, Zolociv
Cervone (în ucraineană Червоне) este o comună în raionul Zolociv, regiunea Liov, Ucraina, formată numai din satul de reședință.

## Demografie
Componența lingvistică a comunei Cervone
     Ucraineană (99,48%)
     Alte limbi (0,35%)
Conform recensământului din 2001, majoritatea populației comunei Cervone era vorbitoare de ucraineană (99,48%), existând în minoritate și vorbitori de alte limbi.